# Pulveroboletus
Pulveroboletus là một chi nấm trong họ Boletaceae. Các loài trong chi này phân bố khắp thế giới, tổng cộng có 25 loài.

## Phân loại
Chi lần đầu tiên được mô tả bởi nhà nghiên cứu nấm Mỹ William Alphonso Murrill vào năm 1909.

## Các loài
- Pulveroboletus aberrans[3]
- Pulveroboletus acaulis
- Pulveroboletus annulatus[3]
- Pulveroboletus auriflammeus
- Pulveroboletus bembae[4]
- Pulveroboletus brunneoscabrosus[5]
- Pulveroboletus carminiporus[3]
- Pulveroboletus cavipes[3]
- Pulveroboletus croceus[3]
- Pulveroboletus flaviporus
- Pulveroboletus frians
- Pulveroboletus icterinus
- Pulveroboletus innixus
- Pulveroboletus luteocarneus[4]
- Pulveroboletus melleoluteus
- Pulveroboletus parvulus[6]
- Pulveroboletus paspali
- Pulveroboletus phaeocephalus
- Pulveroboletus ravenelii
- Pulveroboletus reticulopileus[7]
- Pulveroboletus ridleyi
- Pulveroboletus rolfeanus
- Pulveroboletus rosaemariae
- Pulveroboletus trinitensis[8]
- Pulveroboletus viridis[3]
- Pulveroboletus viridisquamosus
- Pulveroboletus xylophilus